# Kap-York-Kurznasenbeutler
Der Kap-York-Kurznasenbeutler (Isoodon peninsulae) ist eine Beuteltierart aus der Familie der Eigentlichen Nasenbeutler (Peramelidae). Er kommt auf der Kap-York-Halbinsel im Norden des australischen Bundesstaates Queensland vor und galt bis vor kurzem als Unterart des Kleinen Kurznasenbeutlers (Isoodon obesulus). Da DNA-Vergleiche zeigten, dass der Kap-York-Kurznasenbeutler näher mit dem Goldenen Kurznasenbeutler (Isoodon auratus) verwandt ist als mit der Nominatform des Kleinen Kurznasenbeutlers, wurde er wieder in den Rang einer eigenständigen Art erhoben, wie schon bei seiner Erstbeschreibung durch den britischen Mammalogen Oldfield Thomas im Jahr 1922.

## Merkmale
Äußerlich ist der Kap-York-Kurznasenbeutler kaum vom Kleinen Kurznasenbeutler zu unterscheiden. Er erreicht eine Kopf-Rumpf-Länge von 28 bis 36 cm, hat einen 9 bis 14,5 cm langen Schwanz und erreicht ein Gewicht von 0,4 bis 1,8 kg. Männchen sind bis zu 40 % schwerer als die Weibchen. Der Rücken ist graubraun bis dunkelbraun, verstreut im Rückenfell befinden sich schwarze, borstige Haare. Das Bauchfell ist hellgrau, cremeweiß oder gelblich und wesentlich weicher als das Rückenfell. Die Haare auf dem Schwanz sind schwarz.

## Lebensweise
Der Kap-York-Kurznasenbeutler kommt sowohl in offenen, mit Grasbäumen (Xanthorrhoea) und Sträuchern bestandenen Trockenwäldern als auch in mit Allocasuarina und Eukalypten bestandenen Feuchtwäldern vor. Er ist ein Allesfresser, wobei Insekten einen wichtigen Teil der Ernährung ausmachen. Kotproben, die untersucht wurden, bestanden zu 35 bis 56 % aus Insektenresten. Wichtigster pflanzlicher Bestandteil der Ernährung sind Wurzeln. Daneben werden Gräser, Kräuter, Früchte und Pilze verzehrt.